# Liparis arrigens
Liparis arrigens är en orkidéart som beskrevs av Johannes Jacobus Smith. Liparis arrigens ingår i släktet gulyxnen, och familjen orkidéer. Inga underarter finns listade i Catalogue of Life.